# Antaresia
Antaresia — рід змій родини пітонових (Pythonidae). Один із 10 родів родини. Описано 4(5) видів. З них 4 види  ендеміки, усі види занесені до ряду природоохоронних документів, зокрема до Червоного списку МСОП та Вашингтонської конвенції (CITES).

## Опис
Загальна довжина представників цього роду коливається від 50 см до 170 см. Тулуб кремезний та масивний, або тонкий, досить довгий. Голова сплощена, широка або помірно вузька. Кінчик морди вкрито лускою, на верхніх та нижніх губних щитках є термолокаційні ямки. 
Забарвлення переважно коричневого, бурого, оливкового кольору.

## Поширення
Мешкають в Австралії та на півдні о. Нова Гвінея. 4 види  ендеміки.

## Особливості біології
Населяють різноманітні біотопи, віддаючи перевагу відкритим лукам, рідколіссям, кам'янистим місцевостям. Активні вночі та в сутінках. 
Представники роду належать до яйцекладних змій. Самиці відкладають від 5 до 20 яєць і висиджують їх згорнувшись кільцями навколо кладки 50—60 днів.
Живляться переважно дрібними ссавцями, а також плазунами та птахами.

## Систематика
Станом на 2025 рік описано 4(5) видів:
- Antaresia childreni
- Antaresia maculosa
- Antaresia papuensis
- Antaresia perthensis
- Antaresia stimsoni